# Laurens de Vreese
Laurens De Vreese (Gante, 29 de septiembre de 1988) es un ciclista belga.

## Biografía
En 2009 debutó como profesional con el equipo continental Profel Continental Team. Ese año ganó la Circuit Het Nieuwsblad sub-23.
En 2010 se recalificó como amateur corriendo en el Beveren 2000. Ganó el Campeonato de Bélgica sub-23. A final de temporada fue convocado para participar en los Campeonatos del mundo sub-23 de Melbourne, donde obtuvo la séptima plaza en la prueba en línea.
En 2011 fichó por el equipo profesional belga Topsport Vlaanderen-Mercator. Con este equipo consiguió ser segundo de la París-Tours de 2012 solamente superado por Marco Marcato.
En 2014 recaló en las filas del Wanty-Groupe Gobert y en agosto de ese mismo año se anunció su fichaje por el Astana Pro Team para la temporada 2015.

## Palmarés
2009
- Circuit Het Nieuwsblad sub-23

2010 (como amateur)
- Tríptico de las Ardenas
- 1 etapa de la Vuelta a Lieja

## Resultados en Grandes Vueltas
Durante su carrera deportiva ha conseguido los siguientes puestos en las Grandes Vueltas. 
| Carrera | Carrera         | 2011 | 2012 | 2013 | 2014 | 2015 | 2016 | 2017  | 2018 | 2019 | 2020 | 2021 |
| ------- | --------------- | ---- | ---- | ---- | ---- | ---- | ---- | ----- | ---- | ---- | ---- | ---- |
|         | Giro de Italia  | —    | —    | —    | —    | —    | —    | —     | —    | —    | —    | —    |
|         | Tour de Francia | —    | —    | —    | —    | —    | —    | —     | —    | —    | —    | —    |
|         | Vuelta a España | —    | —    | —    | —    | —    | —    | 122.º | —    | —    | —    | —    |

—: no participa

Ab.: abandono

## Equipos
- Profel-Prorace Continental Team (2009)
- Topsport Vlaanderen (2011-2013)
  - Topsport Vlaanderen - Mercator (2011-2012)
  - Topsport Vlaanderen - Baloise (2013)
- Wanty-Groupe Gobert (2014)
- Astana Pro Team (2015-2020)
- Alpecin-Fenix (2021)